# Deutsch-Soziale Bewegung
Deutsch-Soziale Bewegung (DSB)  war der Name einer  faschistischen und nationalistischen Gruppierung in der Bundesrepublik Deutschland. Sie hatte ihren Sitz in Wiesbaden und existierte zwischen 1951 und den 1970er Jahren. Gründer und Vorsitzender war Karl-Heinz Priester.

## Geschichte

### Vorgeschichte
Zwischen dem 22. und dem 25. Oktober 1950 organisierte die „Fronte Universitario di Azione Nazionale“ (FUAN), die Studentenorganisation des neo-faschistischen Movimento Sociale Italiano (MSI), einen „Kongress der nationalen Jugend Europas“ in Rom. Dort traf Karl-Heinz Priester verschiedene Mitglieder europäischer faschistischer Organisationen, so auch Per Engdahl, der in Schweden die Neuschwedische Bewegung leitete. Auf dem Kongress wurde eine Vernetzung angestoßen und in einem Folgekongress vom 12. zum 14. Mai 1951 in Malmö unter der Zielsetzung einer „weißen europäischen Einheit“ die Europäische Soziale Bewegung (ESB) gegründet. Angeführt von Engdahl gehörten dem Vorstand des ESB der Franzose Maurice Bardèche, Augusto de Marsanich vom MSI und Priester an. Letztgenannter fungierte als deren „deutscher Sprecher“.

### Geschichte und Ziele
Gegründet wurde die Deutsch-Soziale Bewegung am 29. März 1951 in Frankfurt am Main als deutsche Sektion der ESB. Sie hatte Anhänger in Hessen und Niedersachsen und Ortsgruppen in Darmstadt und Köln. Politisch orientierten sich sowohl die ESB als auch die DSB an einem auf den Konferenzen ausgearbeiteten 10-Punkte Programm, welcher beispielsweise die Abschaffung der Demokratie beinhaltete, an deren Stelle eine „korporative Gesellschaft“ eingesetzt werden sollte. Als aktuelle Aufgabe „der Nationen“ sah man die Verteidigung der europäischen „abendländischen Kultur“ gegen die „kommunistische Gefahr“. Ziel war der Aufbau eines „europäischen Reiches aus gleichberechtigten und unabhängigen Nationen“. Als Organ der DSB erschien von 1951 bis 1957 die Publikation „Die Europäische Nationale“, nach einer Pause 1958 erschien sie ab 1959 als Mitteilungsblatt „Der Weg nach vorn“. Ursprünglich war die von Priester mitgegründete und herausgegebene Zeitschrift Nation und Europa als Organ der DSB geplant gewesen. 
Ab Herbst 1952 begann die DSB Verhandlungen über einen Zusammenschluss mit der von August Haußleiter gegründeten Deutschen Gemeinschaft (DG). Im Winter 1952 schloss sich die DSB der DG korporativ an. Als die DG in Niedersachsen verboten wurde, war die DSB aufgrund ihres Status nicht betroffen und konnte ihre organisatorische Aufbauarbeit fortsetzen.
Ab März 1953 war die DSB aktiv in Gesprächen zu einer „Nationalen Sammlung“ beteiligt welche in dem Eintritt der DSB in die politische Gruppierung Dachverband der Nationalen Sammlung (DNS) mündete, in der neben DSB auch die DG, Der Deutsche Block und zahlreiche Kleinstgruppierungen vertreten waren. Der DNS konstituierte sich am 19. Juli 1953 als Wahlpartei für die Bundestagswahl 1953. Allerdings zog sich die DSB noch vor der Bundestagswahl wieder aus dem DNS zurück und erklärte sich offiziell als überparteilich.
Über Priester hatte die DSB beste Beziehungen zu Francisco Franco und unterstützte die arabischen Unabhängigkeitsbestrebungen. Priester und seine DSB unterhielten, laut Kurt P. Tauber, enge Beziehungen zu Ägyptischen Behörden; Priester selbst galt als Europäischer Vertreter der Arabischen Liga.
In Hinblick auf die Bundestagswahlen 1961 betrieb Priester unter dem Slogan „Sammlung der Reichstreuen“ die Schaffung eines neuen Zusammenschlusses aller in der Bundesrepublik vertretenden Rechtsparteien. Geplant war die Gründung einer „Notgemeinschaft der reichstreuen Verbände“ Pfingsten 1960. Mitten in den Vorbereitungen erlag Priester im April 1960 einem Schlaganfall.
Laut Hans Frederik wurden Priester und seine DSB US-amerikanisch gelenkt und gefördert. Priester selbst arbeitete vorübergehend für den amerikanischen Geheimdienst CIC.
Mit dem Tod von Priester im April 1960 geriet seine DSB in die völlige Bedeutungslosigkeit. Nach 2 Jahren Inaktivität wurde die DSB ab April 1962 durch den Kölner Hermann Schimmel fortgeführt, der bis in die 1970er Jahre das Mitteilungsblatt „Der Weg nach vorn“ herausgab. 1969 hatte die DSB unter Schimmel unter 100 Mitglieder. Die DSB, offiziell nie aufgelöst, wurde zuletzt 1977 in einem „Dossier Neonazismus“ als kleine deutsche Sektion des ESB erwähnt, welche nunmehr die Deutsche Volksunion unterstützen würde.